# Фавориты императора Гонория
«Фавориты императора Гонория» (англ. The Favourites of the Emperor Honorius) — картина английского художника Джона Уильяма Уотерхауса, созданная в 1883 году.

## Сюжет
На картине изображён западноримский император Гонорий, занятый кормлением собравшихся на коврике перед ним птиц. Тёмные цвета ковра и его одежды определяют пространство. На расстоянии от Гонория и птиц изображена одетая в более светлые тона группа советников, стремящихся привлечь внимание правителя. На заднем плане высится статуя первого римского императора Октавиана Августа.

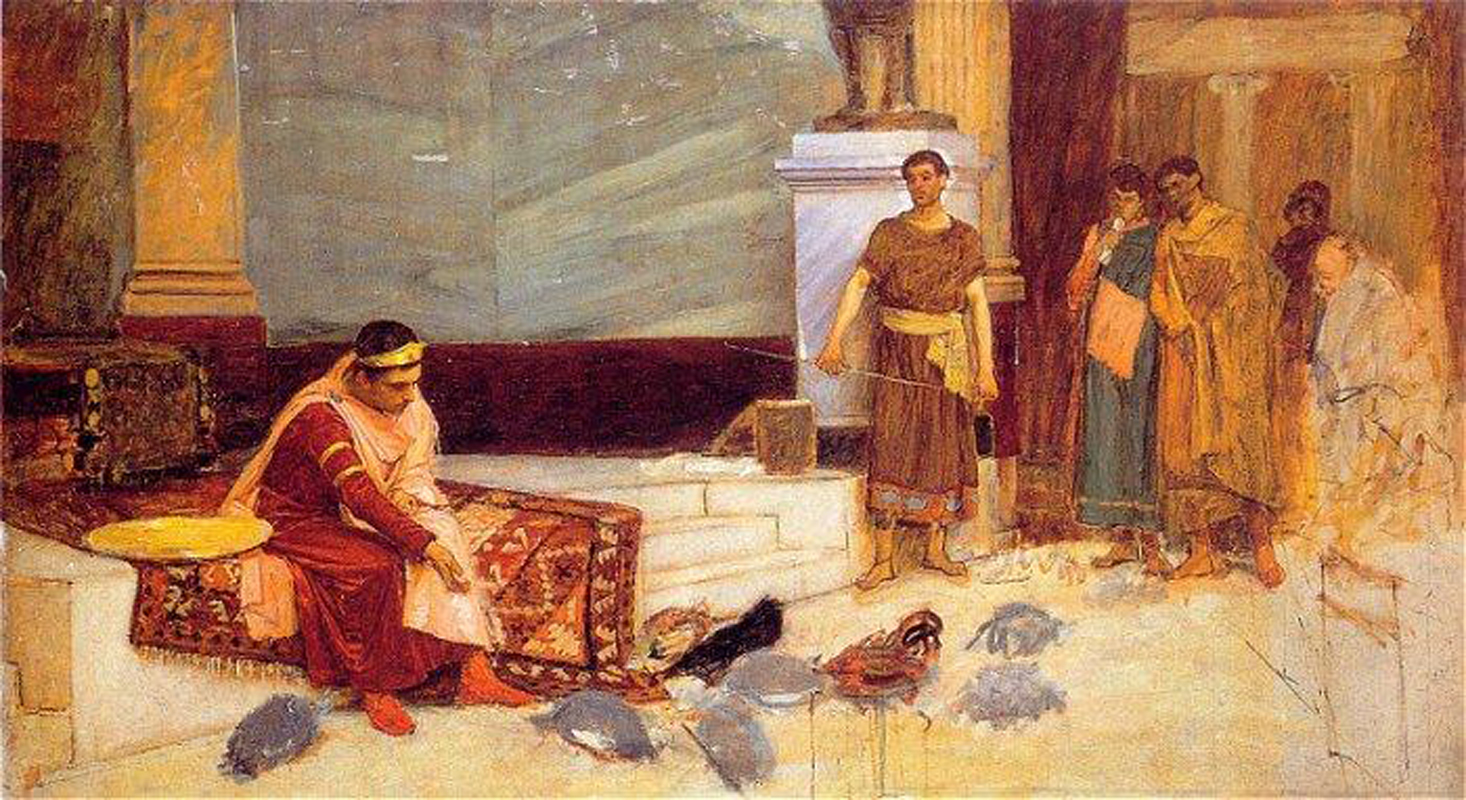
Набросок картины.

Об увлечении императора Гонория птицами известно из труда «Война с вандалами» византийского историка Прокопия Кесарийского: 
Говорят, что в это время в Равенне василевсу Гонорию один из евнухов, вероятнее всего, смотритель его птичника, сообщил, что Рим погиб; в ответ василевс громко воскликнул: «Да ведь я только что кормил его из своих рук !». Дело в том, что у него был огромный петух, по имени Рим: евнух, поняв его слова, сказал ему, что город Рим погиб от руки Алариха; успокоившись, василевс сказал: «А я-то, дружище, подумал, что это погиб мой петух Рим». Столь велико, говорят, было безрассудство этого василевса
.

## Выставки
Фавориты императора Гонория является частью коллекции галереи Южной Австралии, которой также принадлежит картина Джона Уотерхауса Circe Invidiosa 1892 года.